# Matthew Kia Yen-wen

Wappen von Matthew Kia Yen Wen als Bischof von Chiayi

Wappen von Matthew Kia Yen Wen als Erzbischof von Taipeh

Matthew Kia Yen-wen  (chinesisch 賈彥文, Pinyin Jiǎ Yànwén; * 17. Januar 1925 in Yuanshi, Republik China; † 22. August 2017) war römisch-katholischer Erzbischof von Taipeh.

## Leben
Matthew Kia Yen-wen empfing am 15. Juli 1951 die Priesterweihe für das Bistum Tainan.
Papst Paul VI. ernannte ihn am 21. Mai 1970 zum Bischof von Chiayi. Der Erzbischof von Nanking, Paul Kardinal Yü Pin, spendete ihm am 16. Juli desselben Jahres die Bischofsweihe; Mitkonsekratoren waren Stanislaus Lo Kuang, Erzbischof von Taipeh, und Joseph Kuo Joshih, Alterzbischof von Taipeh. Am 14. Dezember 1974 wurde er durch Paul VI. zum Bischof von Hualien ernannt. Papst Johannes Paul II. ernannte ihn am 15. November 1978 zum Erzbischof von Taipeh. Am 11. Februar 1989 nahm Johannes Paul II. sein vorzeitiges Rücktrittsgesuch an.
Er war von 1979 bis 1983 Präsident der Bischofskonferenz von Taiwan.